# Эндурантизм
Эндурантизм (англ. endurantism, от endurance — стойкость, выносливость) — философская позиция, согласно которой материальные объекты являются «стойкими» трёхмерными сущностями, о которых можно сказать, что в любой момент своего существования они полностью присутствуют «здесь и сейчас». Т. е. яблоко существует как полноценный объект, лежа на столе и существовало как полноценный объект, когда висело на дереве.
Противоречит пердурантизму, согласно которому материальные объекты существуют во времени и являются объединением всех своих «темпоральных» (временных) частей. Т. е. в случае с яблоком есть один объект, с той частью, которая висела на дереве и той частью, которая сейчас лежит на столе.